# Sanandresito
Sanandresito es una película de humor y cine policíaco colombiana de 2012 dirigida por Alessandro Angulo y protagonizada por un elenco de reconocidos actores como Verónica Orozco, Andrés Parra, Jimmy Vásquez, Felipe Botero, Fabio Rubiano, Víctor Morant, Carolina Acevedo, Katherine Vélez, Rodrigo Candamil y Daniel Rocha. La trama se lleva a cabo en el sector comercial bogotano conocido como "Sanandresito".

## Sinopsis
Wilson, un agente de policía, encuentra el cadáver de una mujer en su vehículo oficial. Armado de su propia malicia, deberá encontrar al asesino en el sector comercial de Bogotá más conocido como "Sanandresito", donde coexiste una variopinta cantidad de personajes. Wilson tendrá que revelar el misterio de la muerte de la mujer, antes que su propia novia, la sargento Fanny, lo inculpe por el asesinato.

## Reparto
- Verónica Orozco - Sargento Fanny
- Andrés Parra - Agente Tenorio
- Jimmy Vásquez - Félix Heredia
- Felipe Botero - Agente Plata
- Fabio Rubiano - Coronel Salas
- Víctor Hugo Morant - Peinado
- Carolina Acevedo - Tatiana
- Katherine Vélez - Flor
- Rodrigo Candamil - Jeremias Ladino
- Daniel Rocha -  Pacho
- Bernando García - Giovanny
- Gustavo Ángel - Vicente